# Josué Cuero
Josué Cuero (Guayaquil, Ecuador; 21 de mayo de 2001) es un futbolista ecuatoriano. Juega como defensa y su equipo actual es Liga Deportiva Universitaria de la Serie A de Ecuador.

## Trayectoria
Empezó en las categorías juveniles de la Academia Alfaro Moreno a temprana edad y en otros equipos de su ciudad natal como Asociación Deportiva Naval, Panamá Sporting Club y el Club Sport Norte América, posteriormente se unió a Independiente del Valle para completar su formación. En 2019 tuvo un paso por la sub-20 del Club Atlético River Plate de Argentina y en 2020 el club lo cedió por seis meses al Club Athletico Paranaense de Brasil, también en la categoría sub-20. El siguiente año firmó con la Universidad Católica, equipo de la Primera Categoría Serie A de Ecuador; su debut en primera se produjo en el torneo 2021, el 14 de septiembre entró al cambio por Andrew Draper al minuto 69 en la derrota 1-3 ante Independiente del Valle. En julio de 2022 fue contratado por Delfín Sporting Club de Manta en un contrato por tres años, con el club cetáceo se consolidó en el primer equipo y disputó en total 80 partidos y no anotó goles, permaneció hasta el final de su contrato. En julio de 2025 se unió a las filas de Liga Deportiva Universitaria en condición de agente libre por un año y medio, esto debido a los torneos que disputaba el equipo albo en ese año.

## Selección nacional

### Categorías inferiores
Fue convocado para microciclos de la selección nacional sub-20 en 2018.

## Estadísticas

### Clubes
Actualizado al último partido disputado el 24 de julio de 2025.
| Universidad Católica · Ecuador         | 1.ª           | 2021          | 1  | 0 | 0 | — | — | — | — | — | — | 1  | 0 | 0 |
| Universidad Católica · Ecuador         | Total club    | Total club    | 1  | 0 | 0 | 0 | 0 | 0 | 0 | 0 | 0 | 1  | 0 | 0 |
| Delfín S. C. · Ecuador                 | 1.ª           | 2022          | 12 | 0 | 1 | 1 | 0 | 0 | — | — | — | 13 | 0 | 1 |
| Delfín S. C. · Ecuador                 | 1.ª           | 2023          | 18 | 0 | 0 | — | — | — | 1 | 0 | 0 | 19 | 0 | 0 |
| Delfín S. C. · Ecuador                 | 1.ª           | 2024          | 22 | 0 | 0 | 1 | 0 | 0 | 7 | 0 | 0 | 30 | 0 | 0 |
| Delfín S. C. · Ecuador                 | 1.ª           | 2025          | 18 | 0 | 0 | 0 | 0 | 0 | — | — | — | 18 | 0 | 0 |
| Delfín S. C. · Ecuador                 | Total club    | Total club    | 70 | 0 | 1 | 2 | 0 | 0 | 8 | 0 | 0 | 80 | 0 | 1 |
| Liga Deportiva Universitaria · Ecuador | 1.ª           | 2025          | 2  | 0 | 0 | — | — | — | — | — | — | 2  | 0 | 0 |
| Liga Deportiva Universitaria · Ecuador | Total club    | Total club    | 2  | 0 | 0 | 0 | 0 | 0 | 0 | 0 | 0 | 2  | 0 | 0 |
| Total carrera                          | Total carrera | Total carrera | 73 | 0 | 1 | 2 | 0 | 0 | 8 | 0 | 0 | 83 | 0 | 1 |
| 1. 2.                                  |               |               |    |   |   |   |   |   |   |   |   |    |   |   |

## Vida privada
Es hijo del exfutbolista ecuatoriano William Cuero.